# Цетлиц
Цетлиц (нем. Zettlitz) — община в Германии, в земле Саксония, входит в район Средняя Саксония и подчиняется управлению Рохлиц. Занимает площадь 15,68 км². Первое упоминание относится к 1233 году.

## Состав коммуны
В состав общины входит 6 деревень:
- Цетлиц (нем. Zettlitz) — центр коммуны. Первое упоминание о поселении относится к 1233 году.
- Рюкс (нем. Rüx) — расположена к северу от центра, вошла в состав коммуны 1 июля 1964 года.
- Метау (нем. Methau) — расположена к северо-востоку от центра, вошла в состав коммуны 1 июля 1950 года.
- Хермсдорф (нем. Hermsdorf) — расположена к востоку от центра, вошла в состав коммуны 1 июля 1965 года.
- Цезевиц (нем. Ceesewitz) — расположена к западу от центра, вошла в состав коммуны 1 июля 1950 года.
- Кралапп (нем. Kralapp) — расположена к северо-западу от центра, вошла в состав коммуны 1 июля 1964 года.

## Население
Население составляет 778 человек (на 31 декабря 2013 года).
| Год  | Численность | Численность |
| ---- | ----------- | ----------- |
| 2017 | 718         | [ 1 ]       |
| 2019 | 704         | [ 5 ]       |
| 2021 | 664         | [ 6 ]       |
| 2022 | 672         | [ 7 ]       |
| 2023 | 666         | [ 2 ]       |

## Галерея

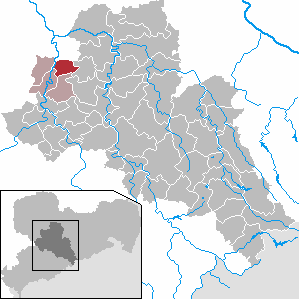
Цетлиц на карте района
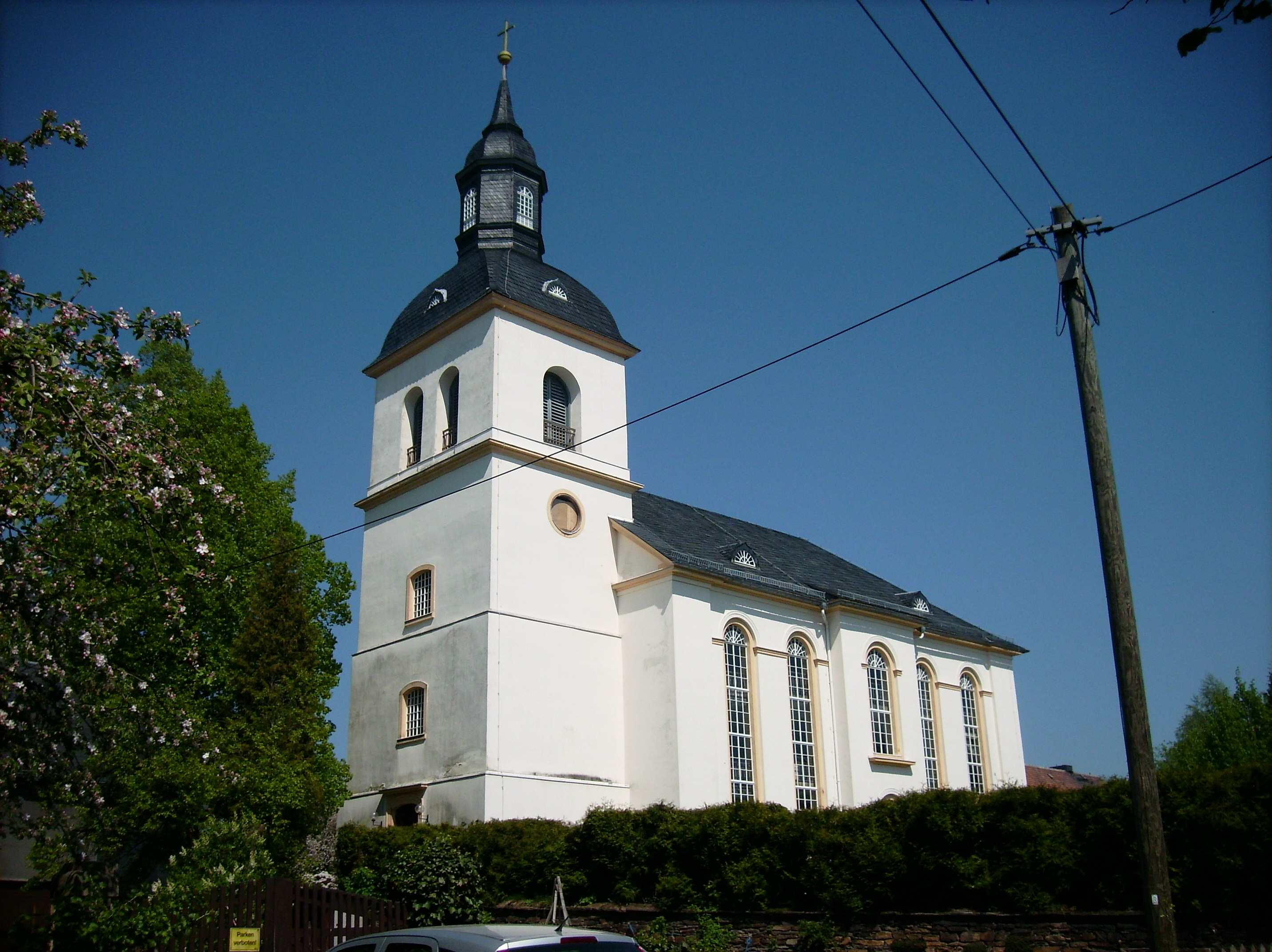
Церковь в Цетлице
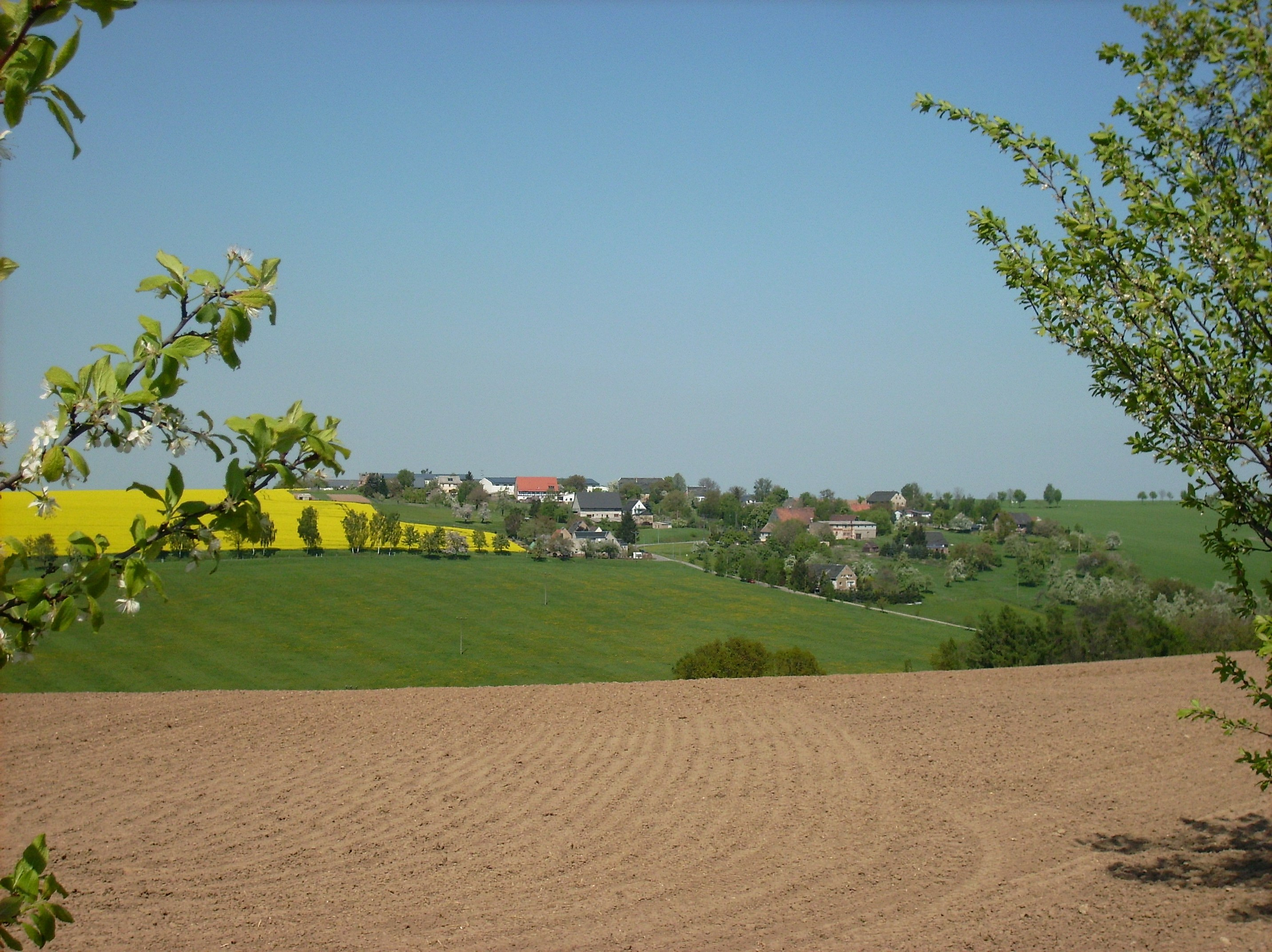
Вид на Цезевиц
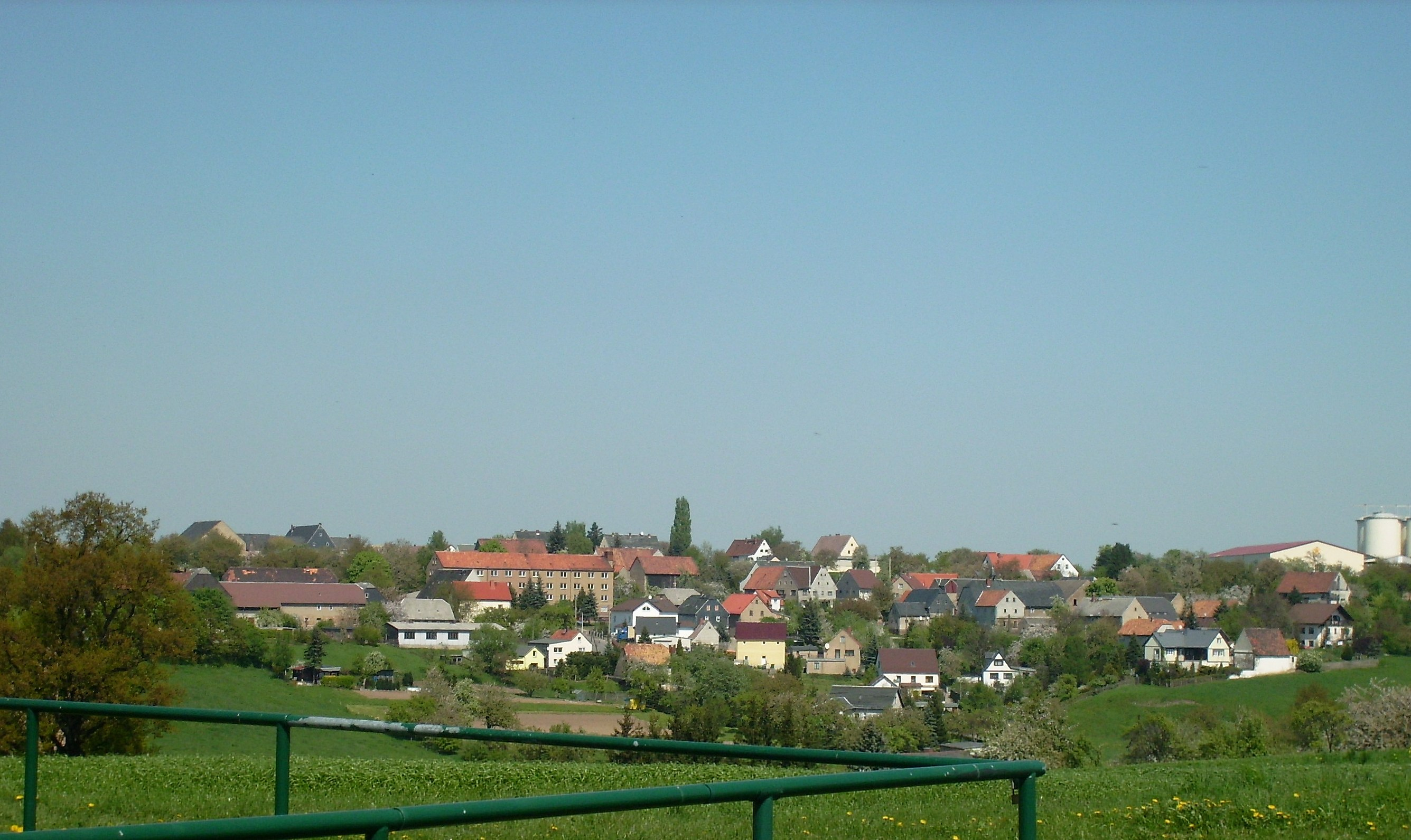
Вид на Метау